# Lizzy Gardiner
Pour les articles homonymes, voir Gardiner.
Lizzy Gardiner est une costumière australienne née en 1966 à Dubbo (Nouvelle-Galles du Sud, Australie).

## Biographie
Lizzy Gardiner passe son enfance à Dubbo, comme un garçon manqué qui serait aussi attiré par les vêtements et les chaussures. À 12 ans, elle est envoyée en pension à Sydney. Après le lycée, elle part étudier la mode à l'Académie du dessin de Florence, mais une allergie à la pollution l'empêche de travailler pour Gianfranco Ferre après son diplôme.
De retour à Sydney, elle retrouve Stephan Elliott, un de ses amis, qui lui dit qu'il est en train de préparer un film dans le Queensland et lui propose d'en faire les costumes.

## Théâtre
- 2011 : Priscilla Queen of the Desert (comédie musicale) à Broadway

## Filmographie partielle
- 1994 : Priscilla, folle du désert (The Adventures of Priscilla, Queen of the Desert) de Stephan Elliott
- 1997 : Bienvenue à Woop Woop (Welcome to Woop Woop) de Stephan Elliott
- 2000 : Mission impossible 2 (Mission: Impossible 2) de John Woo
- 2005 : Le Grand Raid (The Great Raid) de John Dahl
- 2005 : Furtif (Stealth) de Rob Cohen
- 2007 : Ghost Rider de Mark Steven Johnson
- 2008 : Les Ruines (The Ruins) de Carter Smith
- 2011 : My Best Men (A Few Best Men) de Stephan Elliott
- 2011 : Burning Man de Jonathan Teplitzky (en)
- 2013 : Les Voies du destin (The Railway Man) de Jonathan Teplitzky (en)
- 2014 : Teach Me Love (Some Kind of Beautiful) de Tom Vaughan
- 2016 : Tu ne tueras point (Hacksaw Ridge) de Mel Gibson
- prochainement : The King's Daughter de Sean McNamara (tourné en 2014 mais toujours en attente de sortie)

## Distinctions

### Récompenses
- Oscars 1995 : Oscar de la meilleure création de costumes pour Priscilla, folle du désert
- BAFTA 1995 : British Academy Film Award des meilleurs costumes pour Priscilla, folle du désert